# The Whiskey Bandit
The Whiskey Bandit (A viszkis) è un film del 2017 scritto e diretto da Nimród Antal, basato sulla storia vera del rapinatore di banche Attila Ambrus.

## Trama
Giunto come immigrato clandestino in Ungheria, Attila Ambrus ha fin da subito un'infanzia difficile, che lo conduce a rapinare – spesso con l'aiuto di complici e grazie a elaborati travestimenti – numerose banche; i furti di Ambrus sono però particolari, tanto che in alcuni casi invece di usare la violenza arriva a porgere ai cassieri dei mazzi di fiori. Prima dei colpi, l'uomo ha inoltre una peculiare abitudine: bere del whisky.